# Rezerwat Krajobrazowy Jeziora Soroczańskie
Rezerwat Krajobrazowy Jeziora Soroczańskie (biał. Ландшафтны заказнік «Сарачанскія азёры»; ros. Республиканский ландшафтный заказник «Сорочанские озера») – rezerwat krajobrazowy położony na Białorusi, obejmujący grupę 14 jezior, zwanych Jeziorami Soroczańskimi, wraz z okolicznymi lasami oraz terenami zamieszkanymi przez człowieka.
Siedziba władz rezerwatu mieści się w Ostrowcu.

## Położenie
Rezerwat położony jest na Pojezierzu Białoruskim. Administracyjnie leży w obwodzie grodzieńskim, w rejonie ostrowieckim. Na północy sięga on granicy państwowej z Litwą, od południowego wschodu graniczy z Naroczańskim Parkiem Narodowym. Przebiega przez niego droga republikańska R45.

## Historia
Rezerwat został utworzony w 1998. Początkowo jego obszar wynosił 13059 ha. Obecne granice otrzymał w 2013, gdy został powiększony do 14738,97 ha.

## Biotopy
Obszar ukształtował się podczas zlodowaceń plejstoceńskich. Lasy zajmują ok. 65% powierzchni; bagna, torfowiska i łąki ok. 15%. Ważnym biotopem są jeziora zajmujące ok. 4 km².
Wśród lasów dominują bory sosnowe (ok. 80% zalesionej powierzchni). Ważnymi gatunkami lasotwórczymi są także brzoza brodawkowata i brzoza omszona (oba gatunki łącznie stanowią ok. 10% tutejszych lasów), świerk (8%) oraz olsza czarna porastająca brzegi zbiorników wodnych. Na terenach zabagnionych występują głównie bagna wysokie.

## Hydrologia
Jeziora Soroczańskie są grupą 14 jezior ułożonych szeregowo na linii północny zachód – południowy wschód. Zaliczają się do nich jeziora (w kolejności od północy): Barańskie, Klewel, Białe, Turowieckie, Zołowskie, Kajmińskie, Soroczańskie, Tumskie (Strackie), Hołodno (Hołubińskie), Hołodzianka (Podkościołek), Jodzkie, Gubieza i Werebie.
Jeziora te powstały podczas topienia się lądolodu. Różnią się pomiędzy sobą głębokością i mineralizacją. Jeziora Klewel, Białe i Werebie są płytkie z dobrze widocznym dnem, woda w nich w całości się nagrzewa. Natomiast Kajmińskie, Jodzkie i Gubieza są głębokie i występuje w nich termoklina na głębokości 5-6 metrów. Głębokość jeziora Kajmińskiego sięga na 23-24 metry. Na terenie rezerwatu położony jest jeszcze jeden zbiornik wodny niezaliczany do Jezior Soroczańskich. Jest to powstały w 1951 zbiornik zaporowy na Straczy.
Teren rezerwatu leży w dorzeczu Wilii (która częściowo stanowi jego zachodnią granicę), do której wody z jezior odprowadzają Soroczanka (odpływ wód od jeziora Barańskiego do Hołodzianki) i Stracza (z pozostałych jezior).

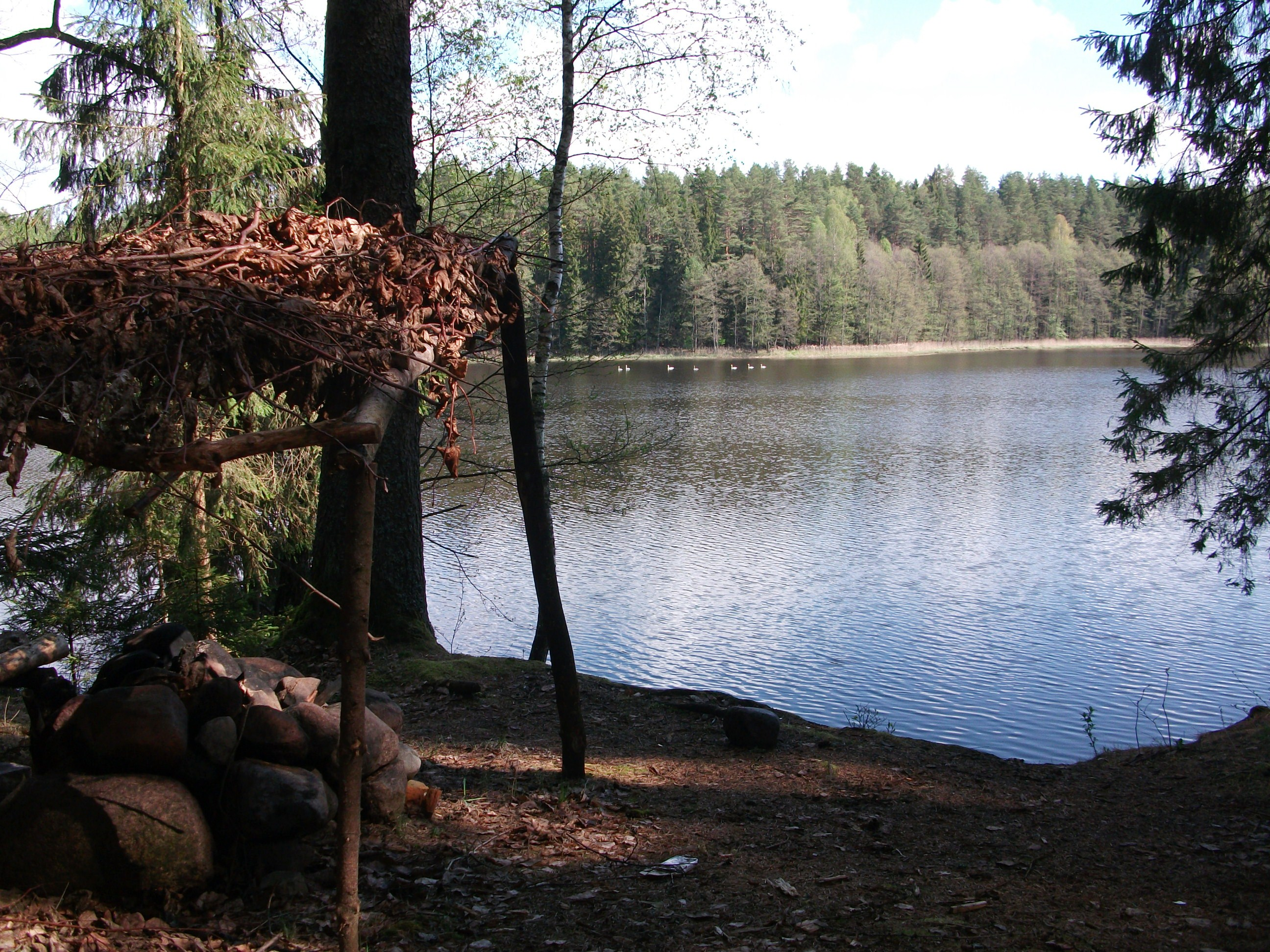
Jezioro Barańskie
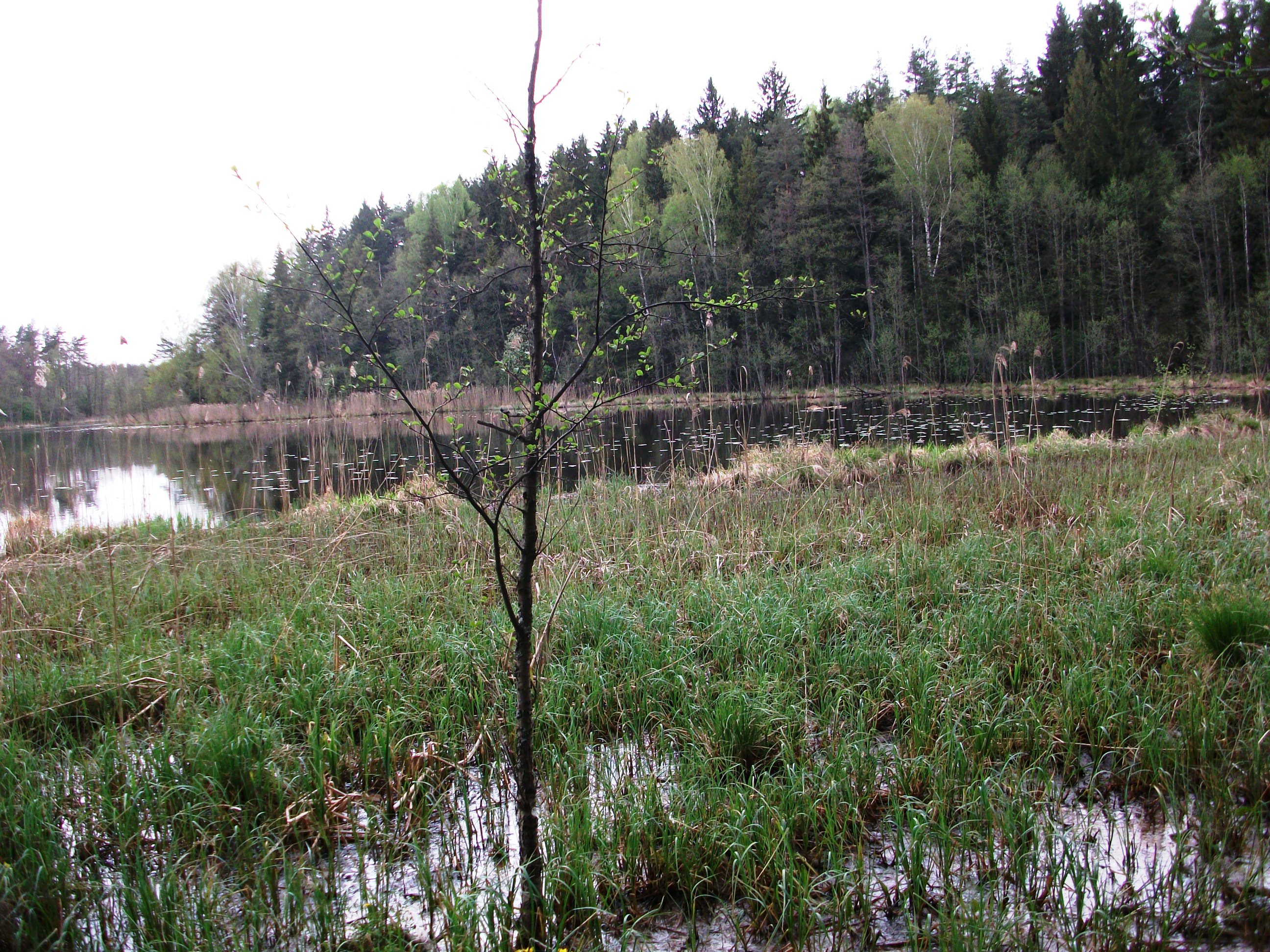
Jezioro Klewel
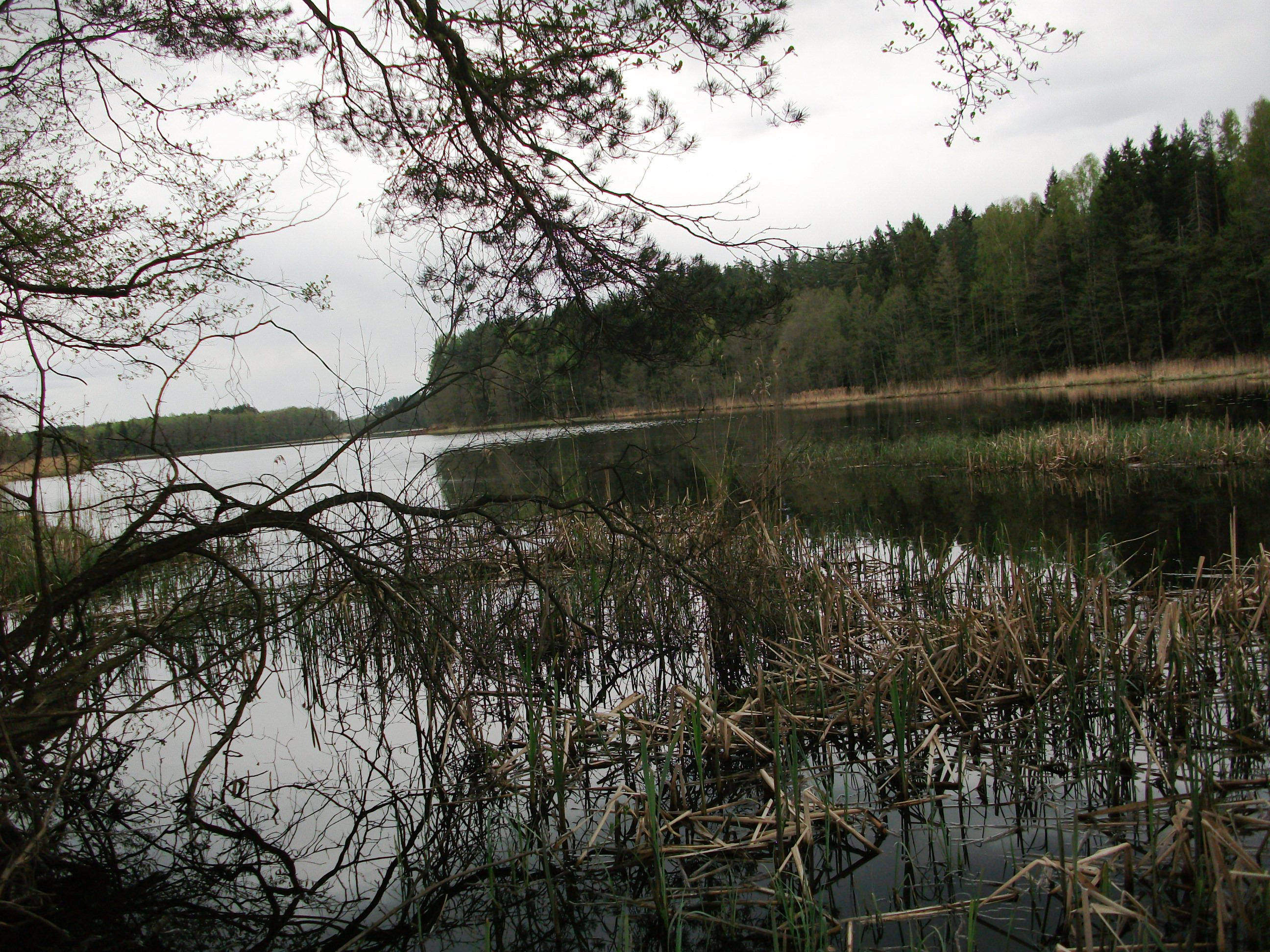
Jezioro Białe
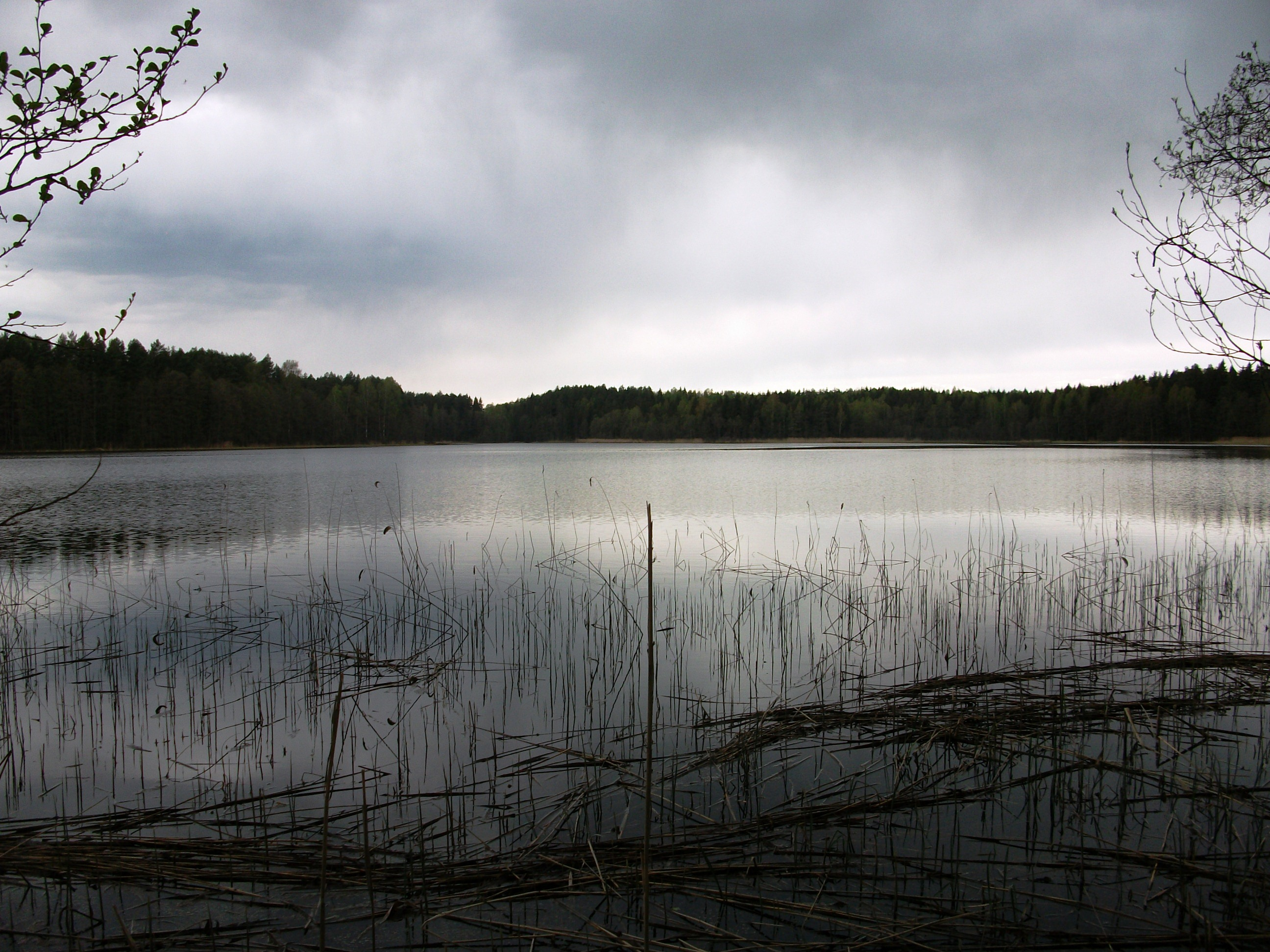
Jezioro Turowieckie
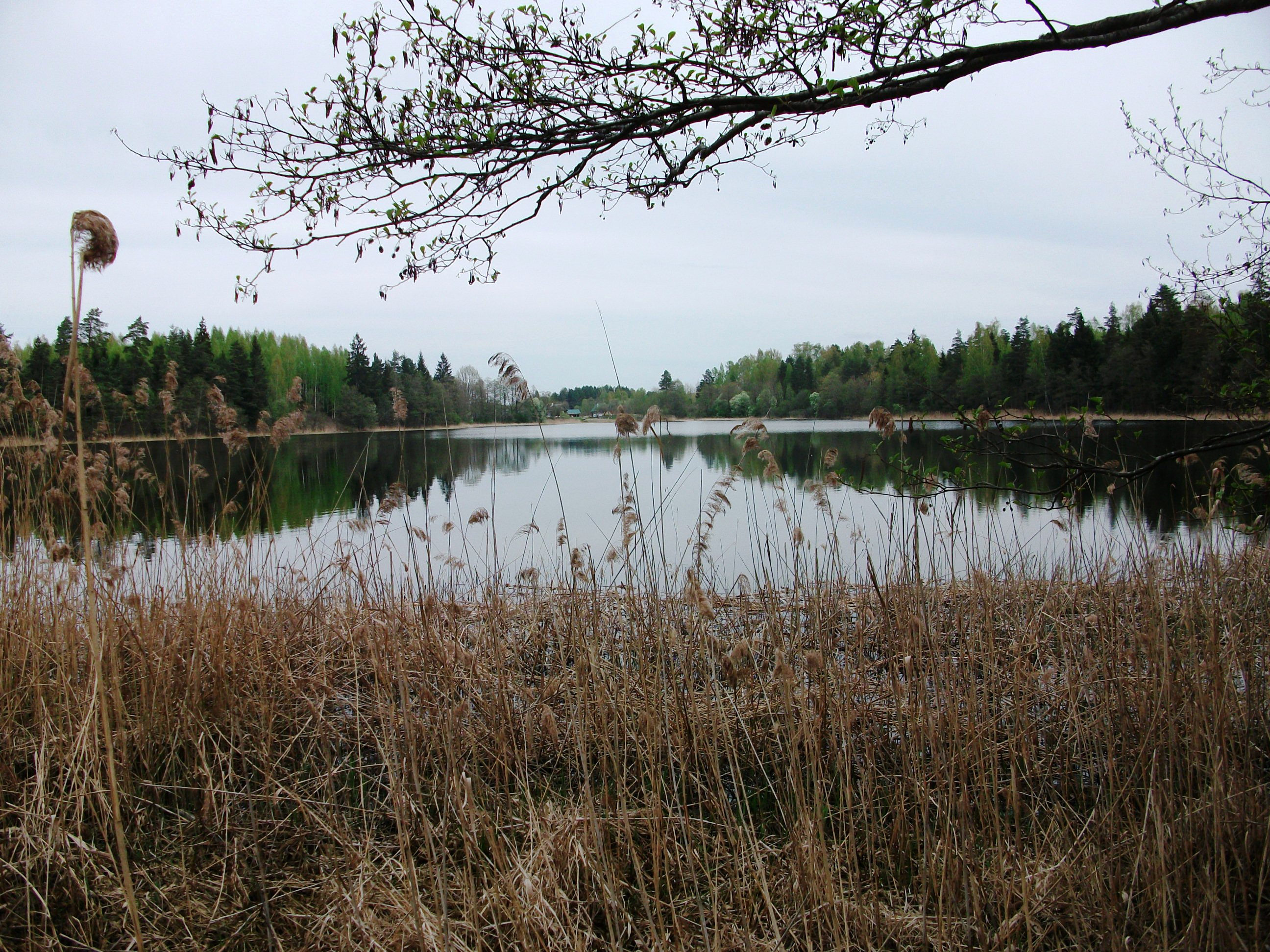
Jezioro Zołowskie
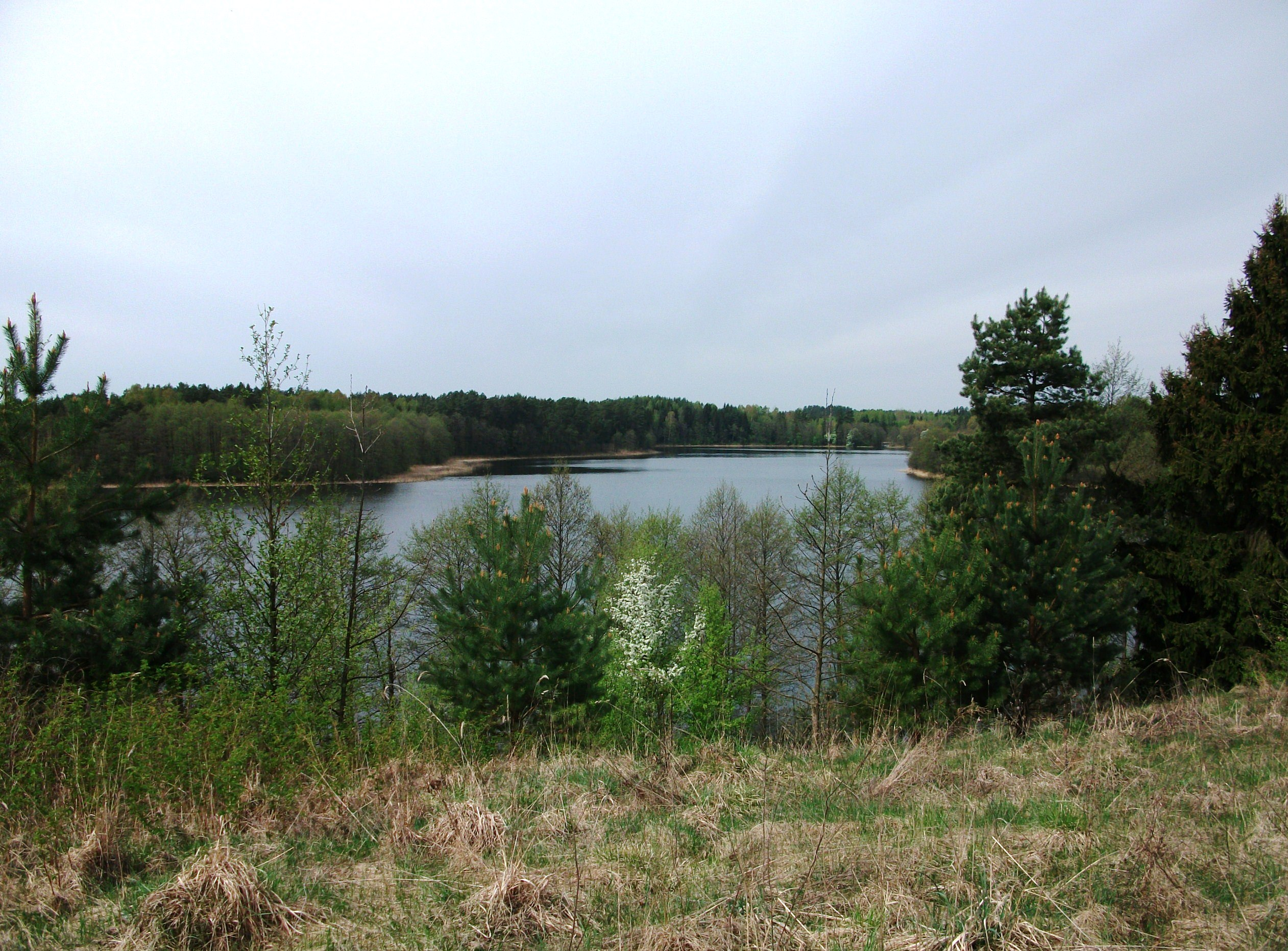
Jezioro Kajmińskie
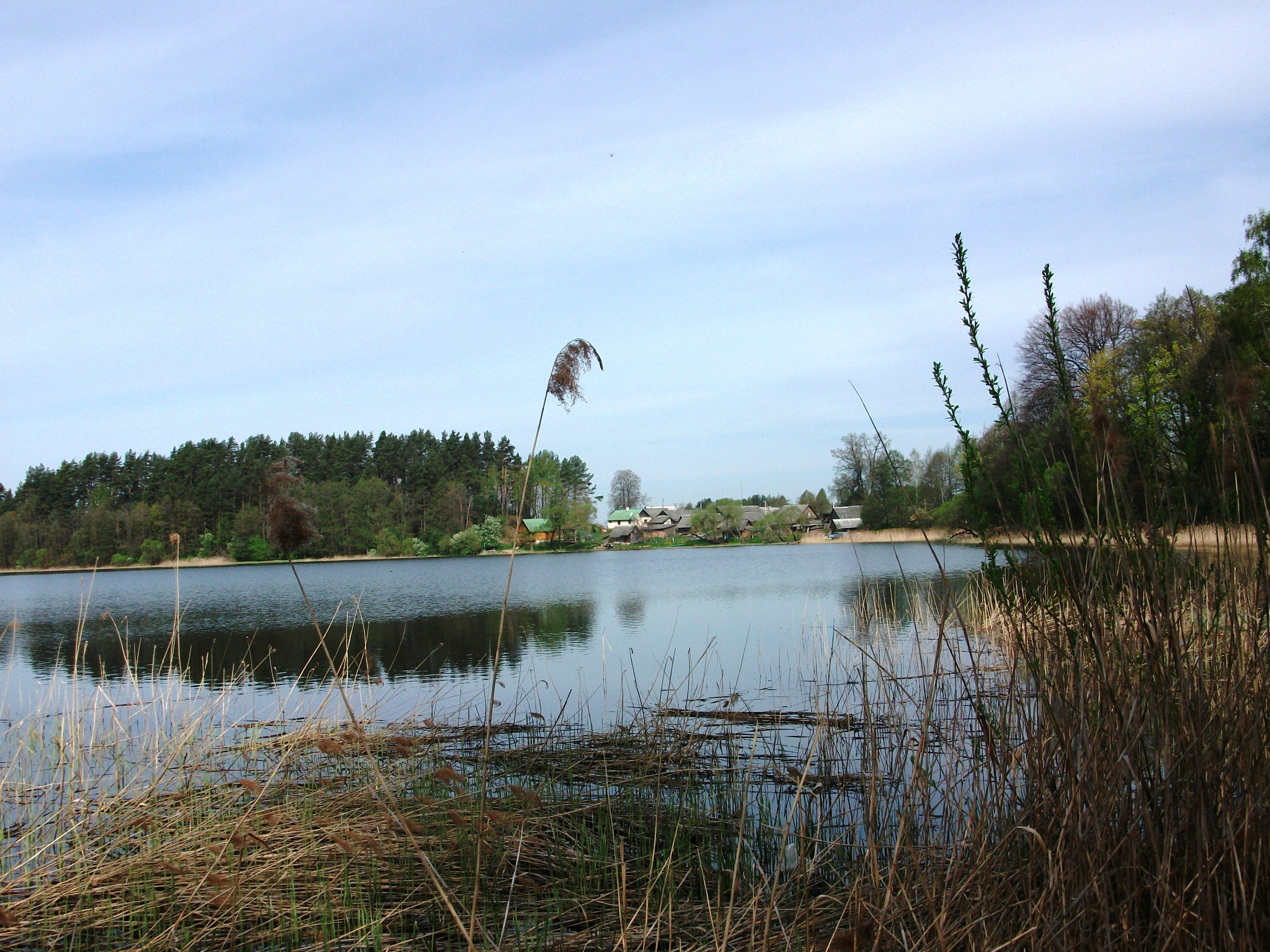
Jezioro Tumskie (Strackie)
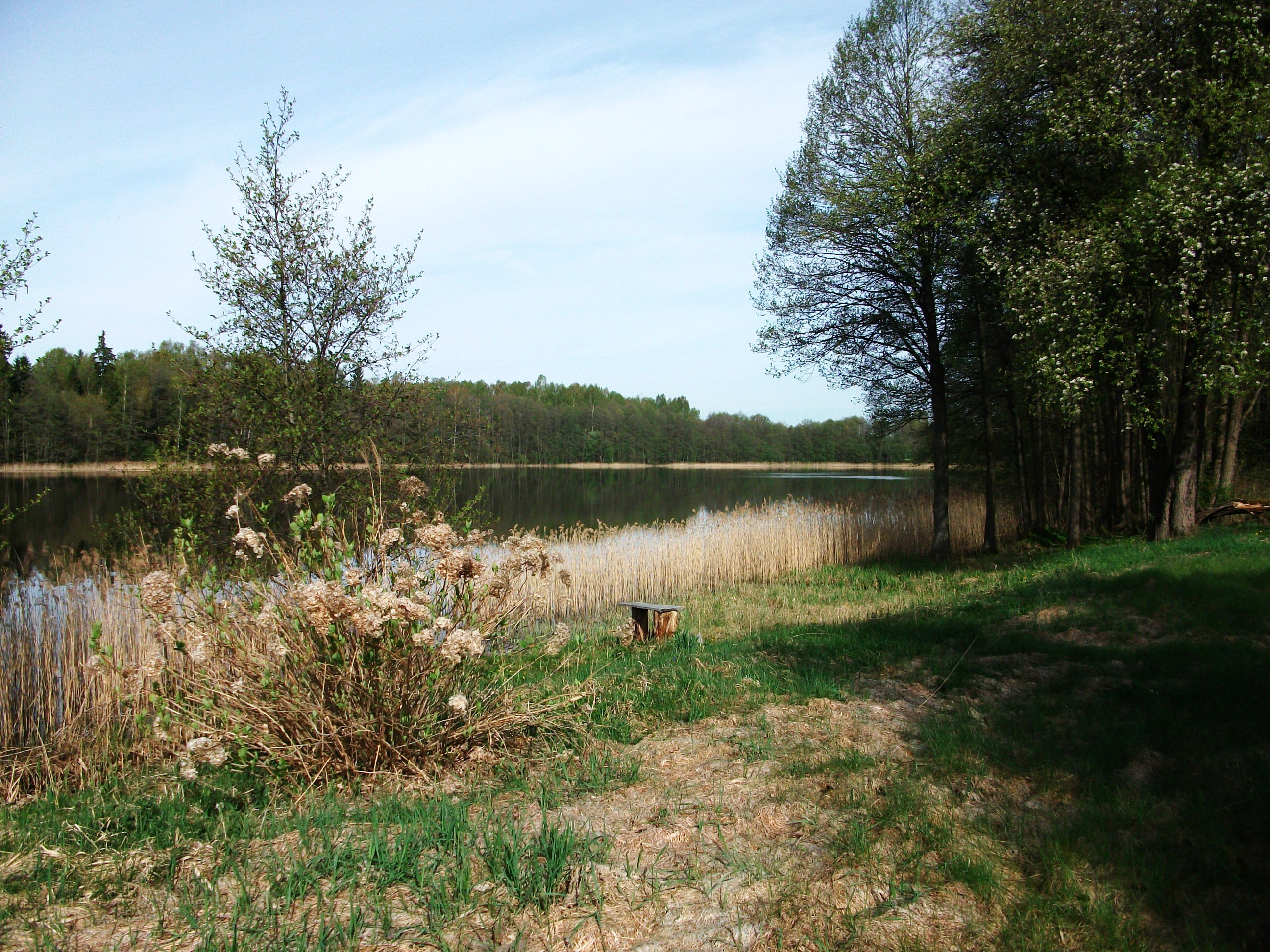
Jezioro Hołodno (Hołubińskie)
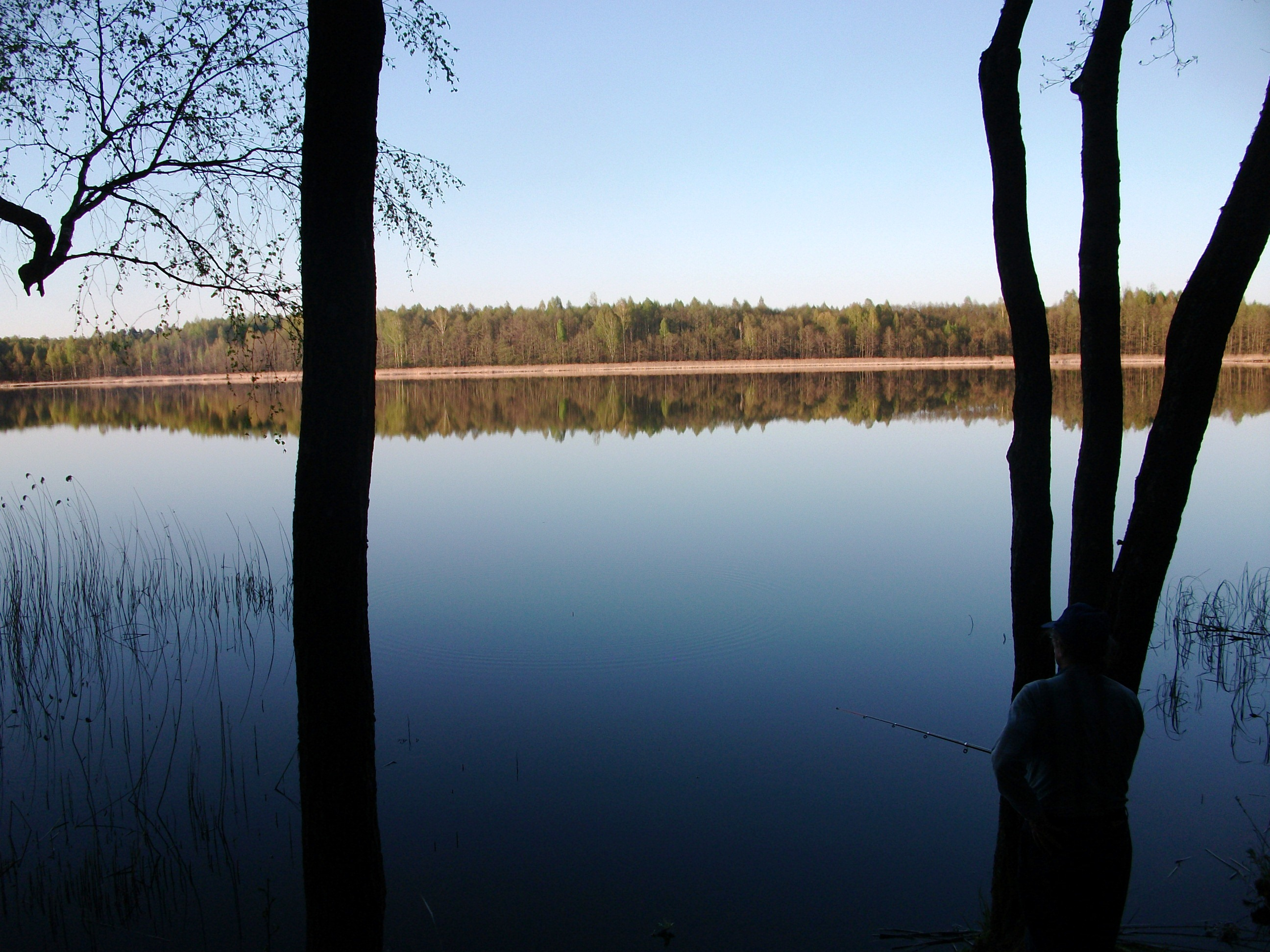
Jezioro Hołodzianka (Podkościółek)
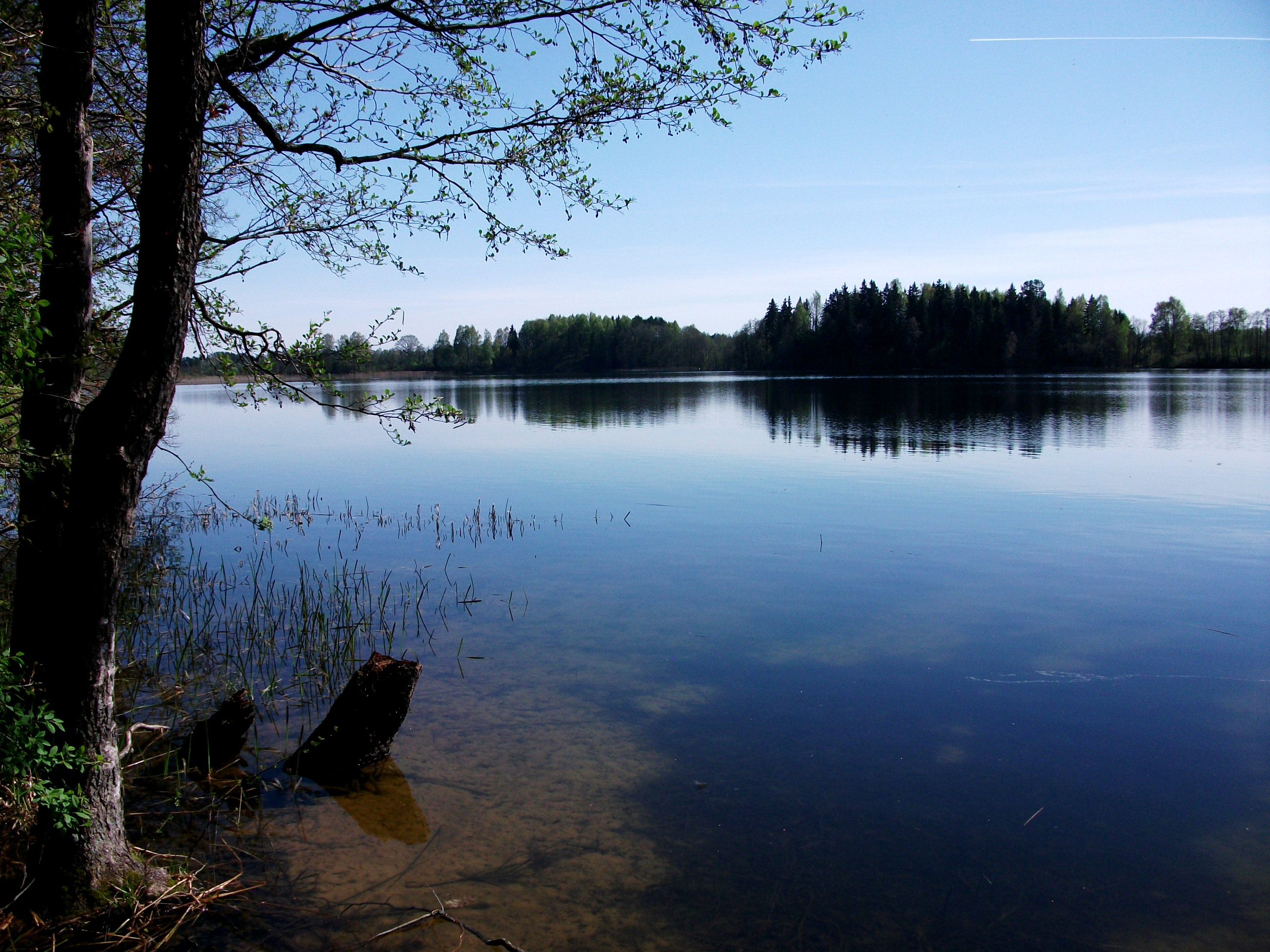
Jezioro Jodzkie
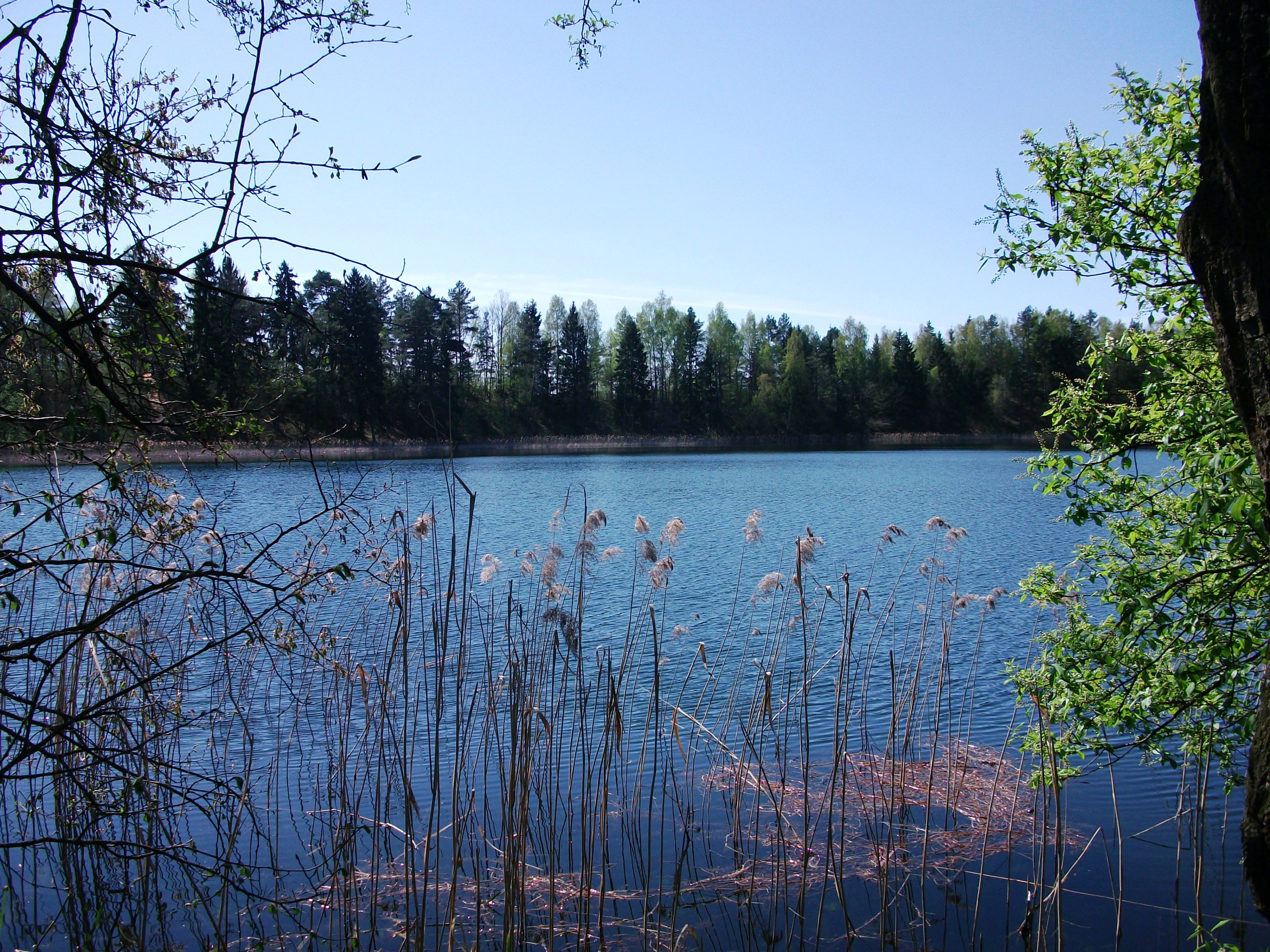
Jezioro Gubieza
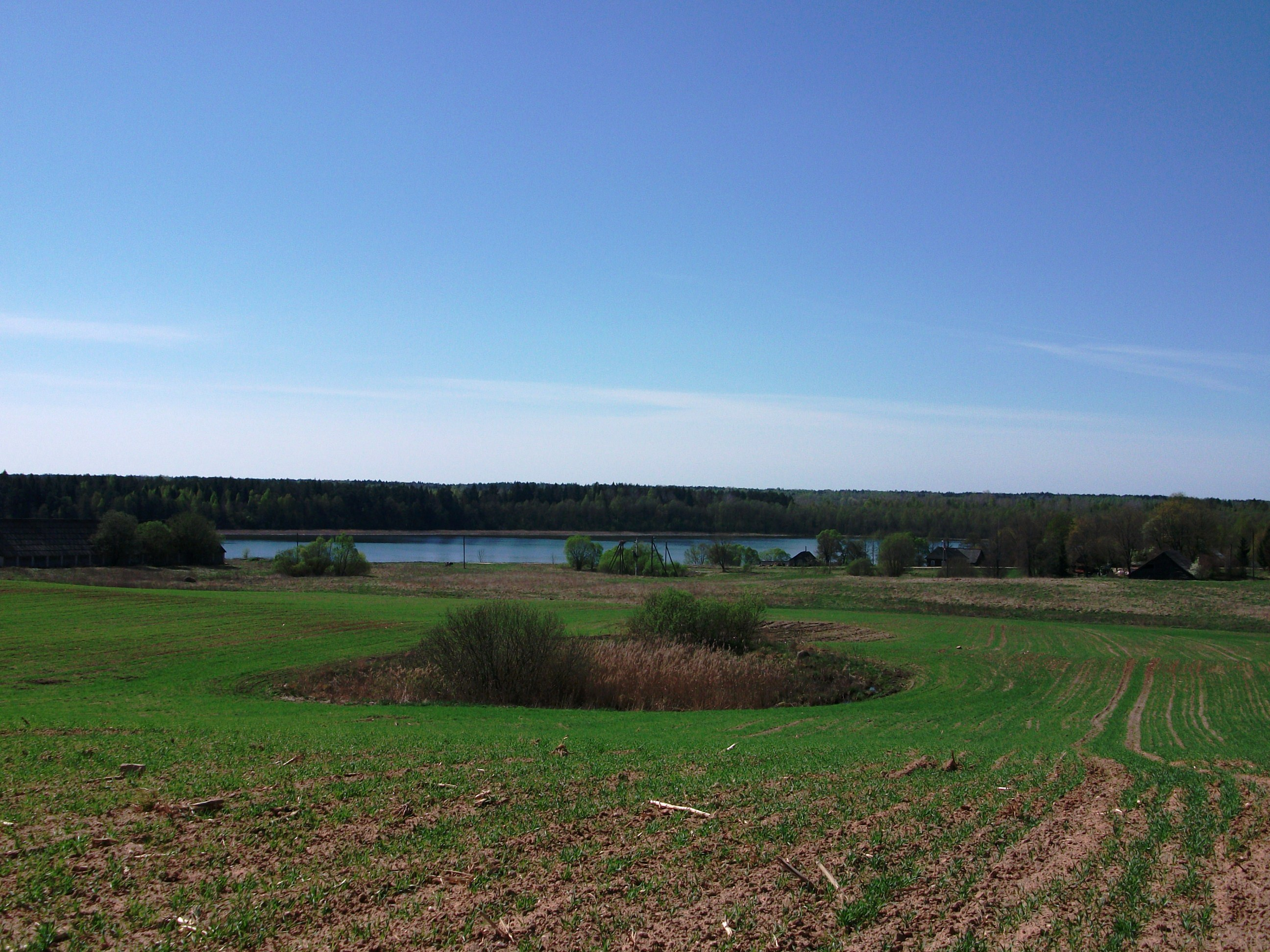
Jezioro Werebie

## Fauna i flora

### Fauna
Rezerwat Krajobrazowy Jeziora Soroczańskie zamieszkuje 203 gatunków zwierząt, w tym 26 wpisanych jest do Czerwonej Księgi Białorusi.
Z ssaków występują m.in. borsuk europejski, żołędnica europejska, orzesznica leszczynowa, mroczek pozłocisty i nocek łydkowłosy. Z płazów ropucha paskówka. Ptaki reprezentują m.in. nur czarnoszyi, bąk zwyczajny, bączek zwyczajny, bocian czarny, kobuz, rybołów, ostrygojad zwyczajny, kulik wielki, uszatka błotna, zimorodek zwyczajny i dzięcioł zielony.
W tutejszych jeziorach i rzekach żyją m.in. minóg rzeczny, troć, pstrąg potokowy, lipień pospolity, brzana pospolita i certa. Na tarło wędruje tutaj łosoś szlachetny.

### Flora
Na terenie rezerwatu rośnie 28 gatunków rzadkich, w tym 19 wpisanych do Czerwonej Księgi Białorusi. Występują tu m.in. lipiennik Loesela, wyblin jednolistny, potocznik wąskolistny, łopian, jezierza morska, gółka długoostrogowa, wełnianeczka alpejska, wełnianka delikatna, gruszycznik jednokwiatowy, goryczka krzyżowa, wroniec widlasty, sasanka łąkowa, gnieźnik sercowaty, dzwonek szerokolistny, carex rhizina, storczyk samczy, zawilec wielkokwiatowy, ozorka zielona i sasanka otwarta.
Drzewa reprezentują m.in. sosna, brzoza brodawkowata, brzoza omszona, świerk i olsza czarna.

## Turystyka
Na terenie rezerwatu istnieje infrastruktura turystyczna taka jak parkingi, miejsca do rozpalania ognia, altany i zejścia do wody. Miejsca noclegowe zapewniają gospodarstwa agroturystyczne. Wytyczone są szlaki piesze i rowerowe.
W jeziorach dozwolona jest kąpiel i pływanie łodzią (z wyłączeniem łodzi motorowych), a w lasach zbieractwo jagód i grzybów. Tutejsze wody są popularnym miejscem wędkowania. Organizowane są spływy kajakowe.
W północnej części rezerwatu, będącej strefą przygraniczną, turystyka ograniczona jest tylko dla grup zorganizowanych, posiadających przepustki. Swobodnie dostępne są Jezioro Kajmińskie i jeziora położone na południe od niego.